# Chalukya
Dinastija Chalukya (engleski: Chalukya dynasty; kannada: ಚಾಲುಕ್ಯರು; fonetski: tʃaːɭukjə) je bila indijska dinastija koja je vladala velikim dijelom južne i centralne Indije od 6. do 12. stoljeća. U tom periodu su Čalukje vladali kao tri srodne, ali zasebne dinastije. Najstarija dinastija, poznata kao "Badami Čalukje", vladala je iz Vatapija (današnji Badami) od sredine 6. st. Badami Čalukje su se nametnuli kao nezavisni vladari nakon propasti kraljevstva Kadamba te brzo postali velika sila pod vladavinom Pulakešina II. Nakon njegove smrti Istočne Čalukje su postale nezavisno kraljevstvo u istočnom Dekanu. 
Vladavina Čalukja predstavlja važan period povijesti južne Indije te se smatra zlatnim dobom u povijesti Karnatake. Tada se politička atmosfera Južne Indije zahvaljujući Čalukjama promijenila od manjih kraljevstava prema velikim carstvima. Prvi put je južnoindijska država preuzela vlast i konsolidirala cijelu oblast između rijeka Kaveri i Narmada. Uspon ovog carstva je označio nastanak efikasne uprave, prekomorske trgovine i razvoj novog stila arhitekture.